# Tujany
Tujany – grupa związków organicznych, będących podgrupą terpenów. Tylko jeden z izomerów tujanu – (+)-1R,4R,5R, występuje w przyrodzie. Natomiast popularne są pochodne tujanów. Np. jest to α-tujen występujący w olejku cyprysowym i eukaliptusowym zarówno w formie (–), jak i (+).Prawoskrętny tujen jest składnikiem olejku z jałowca Juniperus sabina i żywicy z Boswellia serrata, lewoskrętny zaś występuje w olejku z liści mango i tui. Lewoskrętny sabinen wyodrębniony został z olejku jałowcowego i z rośliny Zanthoxylum rhesta. Tujol jest składnikiem olejku piołunowego. W olejku jałowcowym zawart jest również sabinol. (+)-trans-sabinen wyizolowano z olejku mięty pieprzowej, a jego izomer cis z olejku majerankowego. α-Tujon(lewoskrętny) zawarty jest w olejku tujowego i piołunowego. Prawoskrętny β-tujon zwany tanacetonem lub izotujonem znajduje się w olejku wrotycza i szałwii. Karwotanaceton prawoskrętny występuje  dużym stężeniu w olejku z rośliny Blumea malcolmii.